# Diacidia galphimioides
Diacidia galphimioides là một loài thực vật có hoa trong họ Malpighiaceae. Loài này được Griseb. mô tả khoa học đầu tiên năm 1858.